# Diether Ritzert

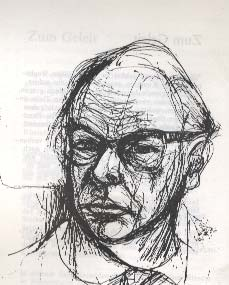
Diether Ritzert (Selbstporträt)

Diether Ritzert (* 27. Januar 1927 in Kamen; † 23. Oktober 1987 in Rüsselsheim) war ein Maler und Graphiker.

## Kindheit und Jugend
Obwohl Ritzert im westfälischen Kamen geboren wurde, fühlte er sich dennoch zeit seines Lebens der Landschaft am Untermain verbunden, in der er den größten Teil seines Lebens verbrachte. Er entstammte einer Architektenfamilie. Sein Vater wurde kurz nach der Machtübernahme durch die Nationalsozialisten aus dem Amt eines Rüsselsheimer Stadtbaumeisters entfernt und begann als freier Architekt zu arbeiten.
Schon als Kind begeisterte Diether Ritzert sich für die darstellende Kunst. Erste noch erhaltene Arbeiten stammen aus dem Jahr 1940. Darunter befindet sich ein Ölgemälde (Titel: „Dom“) aus dem Jahr 1941- mit Fingern anstelle von Pinseln gemalt.

## Kriegs- und Nachkriegszeit
1943 wird Ritzert als Student an der Staatlichen Hochschule für bildende Künste aufgenommen. Da Ritzert als Flakhelfer eingezogen ist, ist ein geregeltes Studium nicht möglich; er wird als „beurlaubter Studierender“ geführt.
Nach Ende des Zweiten Weltkrieges – Ritzert ist inzwischen wieder in Rüsselsheim – versucht er sich durch Porträt- und Gelegenheitsmalerei den Lebensunterhalt zu verdienen. Besonders die Soldaten der amerikanischen Besatzungsmacht interessieren sich für seine Bilder. Im Tausch gegen Nahrungsmittel und Zigaretten kann Ritzert etwa 150 Gemälde – darunter viele mit rheinischen und moselländischen Landschaftsmotiven – veräußern. Viele dieser Bilder befinden sich heute in den USA.
Eine erste Kunstausstellung Ritzerts öffnet am 20. Oktober 1945 in Rüsselsheim ihre Pforten. Auf Ritzerts Initiative hin entsteht der Rüsselsheimer „Malkasten“, ein Zusammenschluss von malenden Künstlern mit der Zielrichtung, gemeinsame Ausstellungen zu organisieren.
1950 startet Ritzert mit einem neuen Studium. Er trägt sich an der Schule für Kunst und Handwerk in Saarbrücken ein. Hier wurde er besonders von Frans Masereel beeinflusst und mit dem Linolschnitt vertraut gemacht. Seine ersten Linolschnitte druckt er auf der Furnierpresse seines Wohnungsvermieters.
Einen ersten öffentlichen Auftrag – ein Wandgemälde in der neu erbauten Volksschule in Bachem (Saarland) – erhielt Ritzert 1951. Einen weiteren Erfolg konnte Ritzert 1952 verbuchen. Er gehörte zu den Gewinnern des Wettbewerbs „Dankspende des Deutschen Volkes“, der unter der Schirmherrschaft von Bundespräsident Theodor Heuss stand.
1953 kehrt Ritzert nach Rüsselsheim zurück. Er unternimmt eine Studienreise, die ihn unter anderem nach Mailand, Rom, Ancona, Ravenna und Venedig führt. Noch im selben Jahr wird er der erste Meisterschüler des Professors Georg Meistermann (Städelschule Frankfurt). 1960 wurde ihm der Förderpreis des Cornelius-Preises der Stadt Düsseldorf verliehen. 1962 erhielt er ein Stipendium der Villa Massimo Rom.
1986 wurde er mit dem damals erstmals vergebenen Kulturpreis der Stadt Rüsselsheim ausgezeichnet.